# Prostituzione in Vietnam
La prostituzione in Vietnam è ufficialmente illegale, anche se da varie ricerche governative effettuate si stima vi possano essere nel paese da 30 a 70 000 prostitute. Il numero incerto è dovuto al fatto che alcune donne praticano la professione part-time o vengono sfruttate dalle organizzazioni criminali e risultano pertanto essere "invisibili": altre ricerche indicano che in certi casi sia stata la famiglia stessa ad spingere la ragazza a prostituirsi.

## Traffico di minori
A Ho Chi Minh City molte delle prostitute sono sotto i 18 anni di età, alcune costrette da bande fuorilegge a causa di debiti e miseria generalizzata; a prostituirsi possono esserci anche maschi adolescenti, quando non bambini di meno di 12 anni. Le ONG stimano che l'età media delle ragazze sottoposte a traffico di esseri umani sia compresa tra i 15 e i 17 anni, anche se le giovani spedite illegalmente in Cambogia possono arrivare ad avere un'età anche molto più bassa.
Nella regione turistica di Sa Pa un'organizzazione non governativa australiana ha scoperto 80 casi di sfruttamento commerciale a fini di prostituzione minorile da parte di cittadini stranieri; questo nel 2007, lo stesso anno in cui il paese ha istituito un'unità operativa d'indagine sul turismo sessuale minorile.

## Prostituzione verso le altre nazioni
Lungo il delta del Mekong, oltre che nella capitale, vi sono state segnalazioni riguardanti donne costrette a prostituirsi dopo il matrimonio all'estero, particolarmente in direzione degli altri paesi asiatici. A Macao lo sfruttamento di queste donne è causato da servitù debitoria; mentre svariate donne vietnamite da Lao Cai e dalla provincia di Hekou finiscono in Cina a lavorare nei bordelli gestiti dalla mafia.

## Prostituzione durante la guerra del Vietnam
Durante la guerra del Vietnam che sconvolse il paese dal 1960 al 1975, un intero settore rivolto al mercato sessuale sorse attorno alle forze armate statunitensi. Le prostitute si riunivano all'interno di locali e bar frequentati dai militari, dove sarebbero state a loro disposizione; a volte subivano violenza sessuale rischiando di rimanere incinte: secondo ricerche effettuate in seguito sarebbero stati almeno 50 000 i bambini definiti Amerasian (mezzi americani e mezzi asiatici) nati a seguito di tali rapporti. Ostracizzati, gli venne in seguito dato l'epiteto derisorio di bui doi (sporchi, vagabondi) e costretti a loro volta, sia i maschi che le femmine, a prostituirsi.
Lungo tutto il corso della guerra i militari americani utilizzavano inoltre giovani vietnamite come cameriere e domestiche per le loro abitazioni e anche se non proprio volontariamente non era affatto inusuale che le donne si trovassero ad avere rapporti sessuali con gli stranieri al fine di guadagnare un po' di reddito extra.

## Il racconto di Kieu
Il poema epico vietnamita dell'inizio '800 descrive la vita di Thúy Kiều, una giovane donna che si sacrifica per salvare la famiglia: per evitare l'arresto del fratello e del padre accetta di sposare un uomo sconosciuto, ignara del fatto che l'uomo in realtà è uno sfruttatore che la costringe a prostituirsi.

## Rappresentazione nei Media

### Miss Saigon
Protagonista del musical intitolato Miss Saigon è una prostituta vietnamita di nome Kim: riprendendo la trama della Madama Butterfly, opera del compositore italiano Giacomo Puccini, s'innamora e rimane incinta d'un cliente occidentale, un soldato americano già sposato e con famiglia. Dopo che questi la lascia per tornare dalla sua moglie americana, Kim si rende conto che il padre di suo figlio non tornerà più da lei e si spara.

### Am Tinh
Nella serie televisiva in formato di documentario contemporaneo trasmessa nel 2008 e dal titolo Am Tinh, si è raccontata anche la storia di Lam Uyen Nhi, vincitrice di un concorso di bellezza e in seguito prostituta e tossicodipendente: risultata sieropositiva è morta di AIDS nel 2007. Due anni prima dalla sua vita ne era stato tratto un film dallo stesso titolo e con Mai Phương Thúy che interpreta la parte della protagonista.

### Full Metal Jacket
Il celebre film Full Metal Jacket di Stanley Kubrick contiene molte scene in cui è raffigurata la prostituzione di donne vietnamite con soldati americani.

### Ragione e sentimento
Il film-documentario del 1974 intitolato Ragione e sentimento contiene all'inizio e alla fine caratteristiche scene di prostituzione: la prima raffigura soldati che sollecitano delle prostitute di Saigon ad appartarsi con loro.